# Yoshiaki Banno
Yoshiaki Banno (japanska: 番野 善明?, Banno Yoshiaki) född 1952, död 1991, var en japansk astronom.
Minor Planet Center listar honom som Y. Banno och som upptäckare av 1 asteroid.
Asteroiden 3394 Banno är uppkallad efter honom.

## Asteroider upptäckta av Yoshiaki Banno
| 4200 Shizukagozen [A]                     | 28 november 1983 |
| Upptäckt tillsammans med: A Takeshi Urata |                  |